# Mariánský sloup (Hostinné)
Mariánský sloup v Hostinném je zhruba 9,9 metru vysoké barokní sochařské dílo. Nachází se na Náměstí ve městě Hostinné v okrese Trutnov. Sloup je zapsán v seznamu kulturních památek České republiky.

## Historie
Město prošlo v historii několika morovými nákazami. Roku 1678 nechala postavit sloup Sibylla de Lamboy, vdova po majiteli panství Vilému Lamboyovi. Dílo bylo dokončeno roku 1681. Roku 1867 bylo ke sloupu doplněno zábradlí a kovové lucerny. V roce 1906 proběhla první rekonstrukce, kdy byla vyměněn sloup a původní socha Panny Marie.
V devadesátých letech 20. století byla socha zrestaurována. V roce 2002 byla socha svatého Šebestiána poškozena a byla přemístěna do muzea. Na místo byla pořízena kopie. V letech 2019 až 2020 byl sloup opět v havarijním stavu. Proto byl demontován a po částech procházel restaurací.

## Popis
Na třech stupíncích stojí 180 cm vysoký, šestiboký sokl. Ten je v rozích opatřen pilastry a v jeho východní stěně je osmiúhelná zasklená nika se sochou svaté Rozálie. Na pilastrech stojí sochy svatého Antonína, svatého Jana Nepomuckého, svatého Rocha, svatého Františka, svatého Šebestiána a svatého Ignáce.
Ze soklu vyrůstá cca 180 cm vysoký podstavec. Na východní straně je opatřen reliéfem Panny Marie Ochranitelky, na severní a jižní stěně se nacházejí znaky rodu Lamboyů. Na západní straně se nachází latinský nápis umístěný při rekonstrukci roku 1906. 
MONUMENTUM PIETATIS ET/GRATITUDINIS DEIPARAE VIRGI/NIS SINE LABE CONCEPTAE OB/ PRAESERVANTAM A LABE PES/TIFERA CIVITATEM AB EXCEL/LENTISSIMA DD ANNA SIBYLLA/COMTITISSA VID DE LAMBOY/NATA DE BEMMELBERG SER=/ENISMAE ARCHIDUCISSAE/ MARIANAE EMIRITA SUPREMAE/AULAE PRAEFECTA POSITUM/ANNO 1678/QUO PROMOVENDAE/ARNAVIENSIS CIVITATIS/SALUTI PRAEERAT TOBIAS/JOANNES BECKER - ET/EX INTEGRO RESTAURATUM/CIVITATIS PRAESIDE DOM D/HENRICO SCHWARZ ET CIVI/TATIS DECANO VENCESLAO/JOSEPHO HORAK JUBILANTE/ANNO: 1906

Památník zbožnosti a vděčnosti bohorodičce Panně počaté bez poskvrny za uchránění obce od morové rány od její výsosti hraběnky Anny Sibylly de Lamboy, laskavé vdovy rozené Bemmelberg, nejjasnější vévodkyně Mariany, zasloužilé správkyně nejvyšší rady, zbudovaný roku 1678, v němž k blahu města stál v čele Tobiáš Becker a zcela zrestaurovaný za starosty Heinricha Schwarze a městského děkana Václava Josefa Horáka v roce 1906.

Na 4,5 vysokém podstavci je umístěna socha Panny Marie Immaculaty stojící na sféře obtáčené hadem a na srpku měsíce.

## Galerie

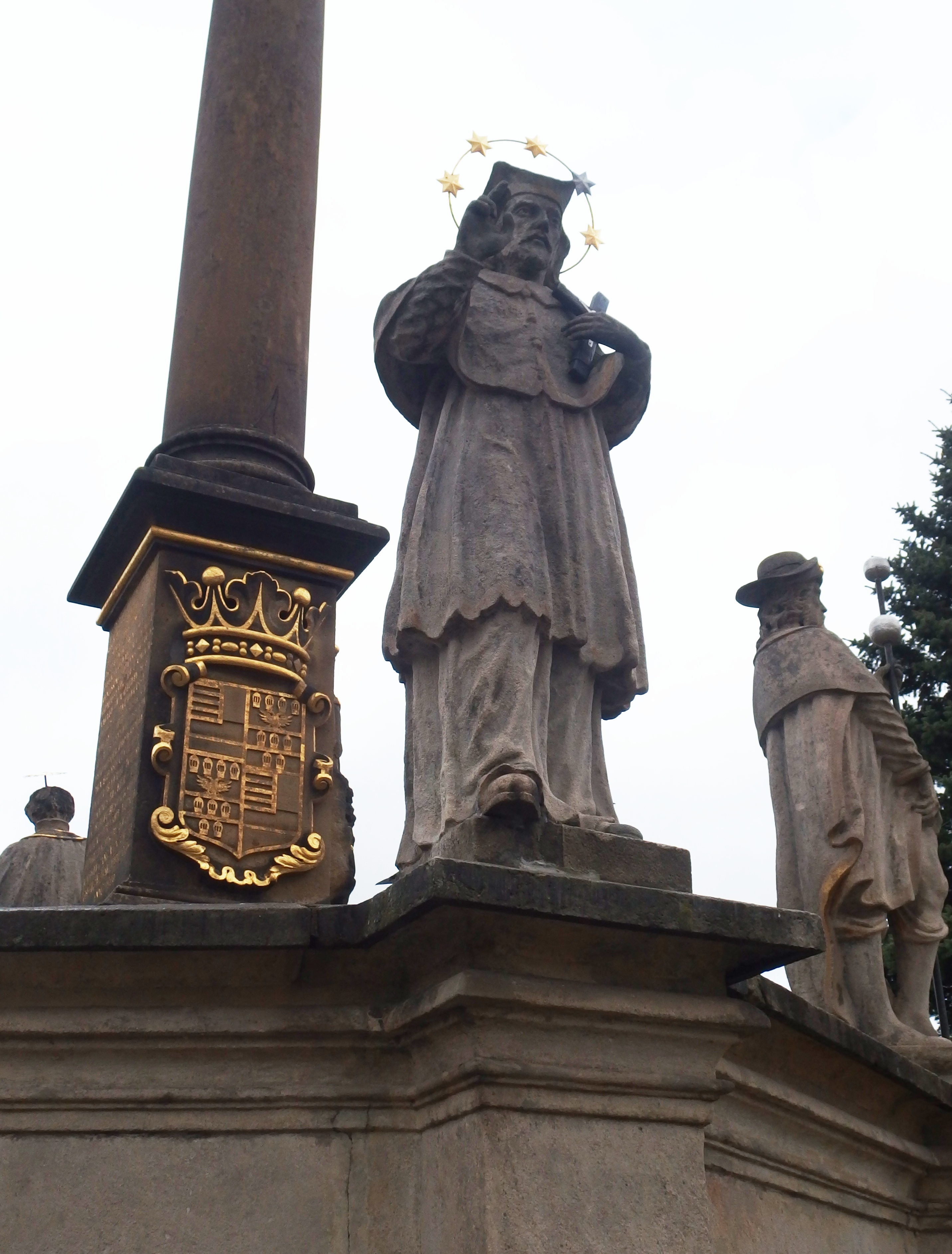
Socha svatého Jana Nepomuckého
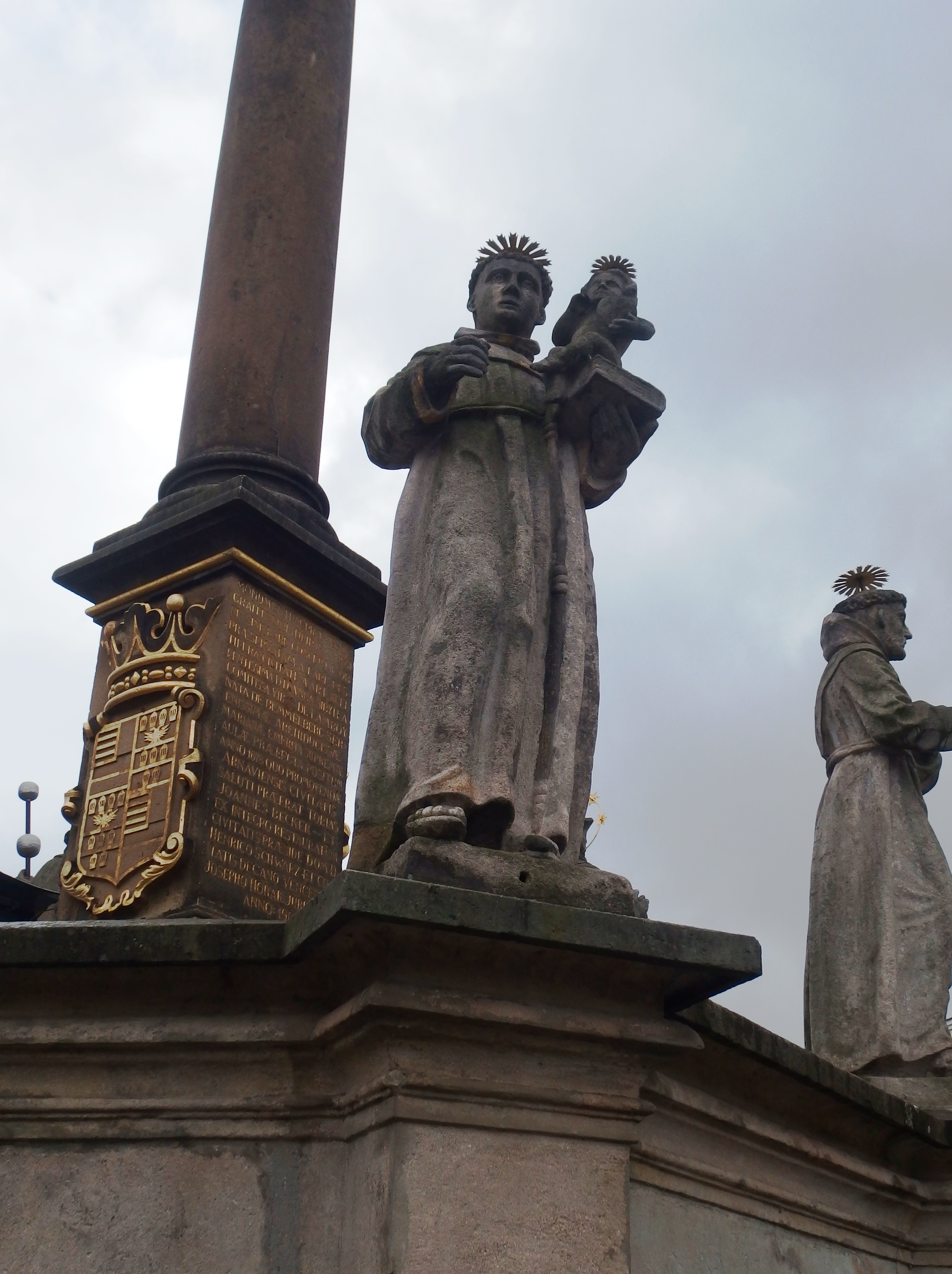
Socha svatého Antonína
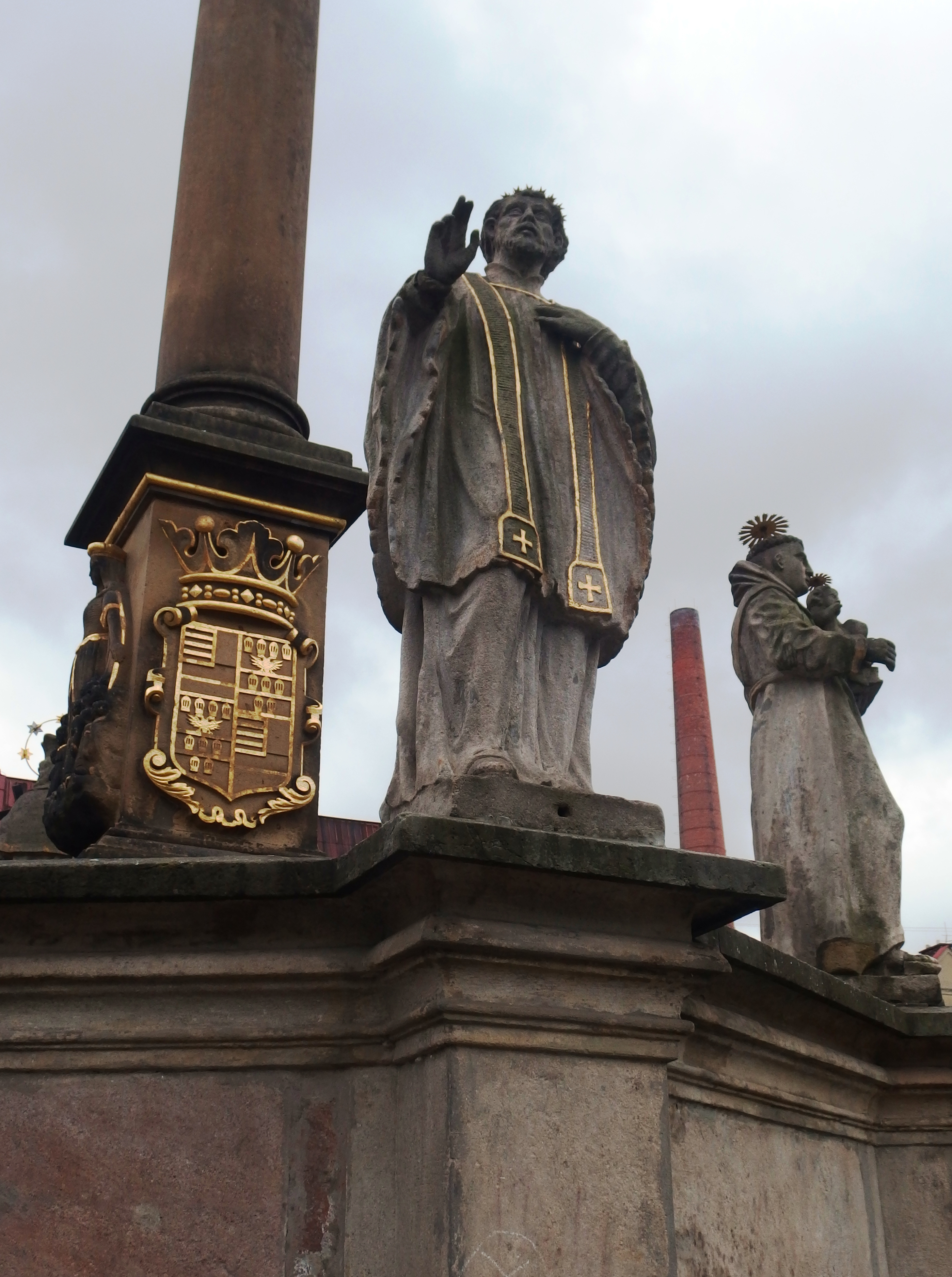
Socha svatého Ignáce
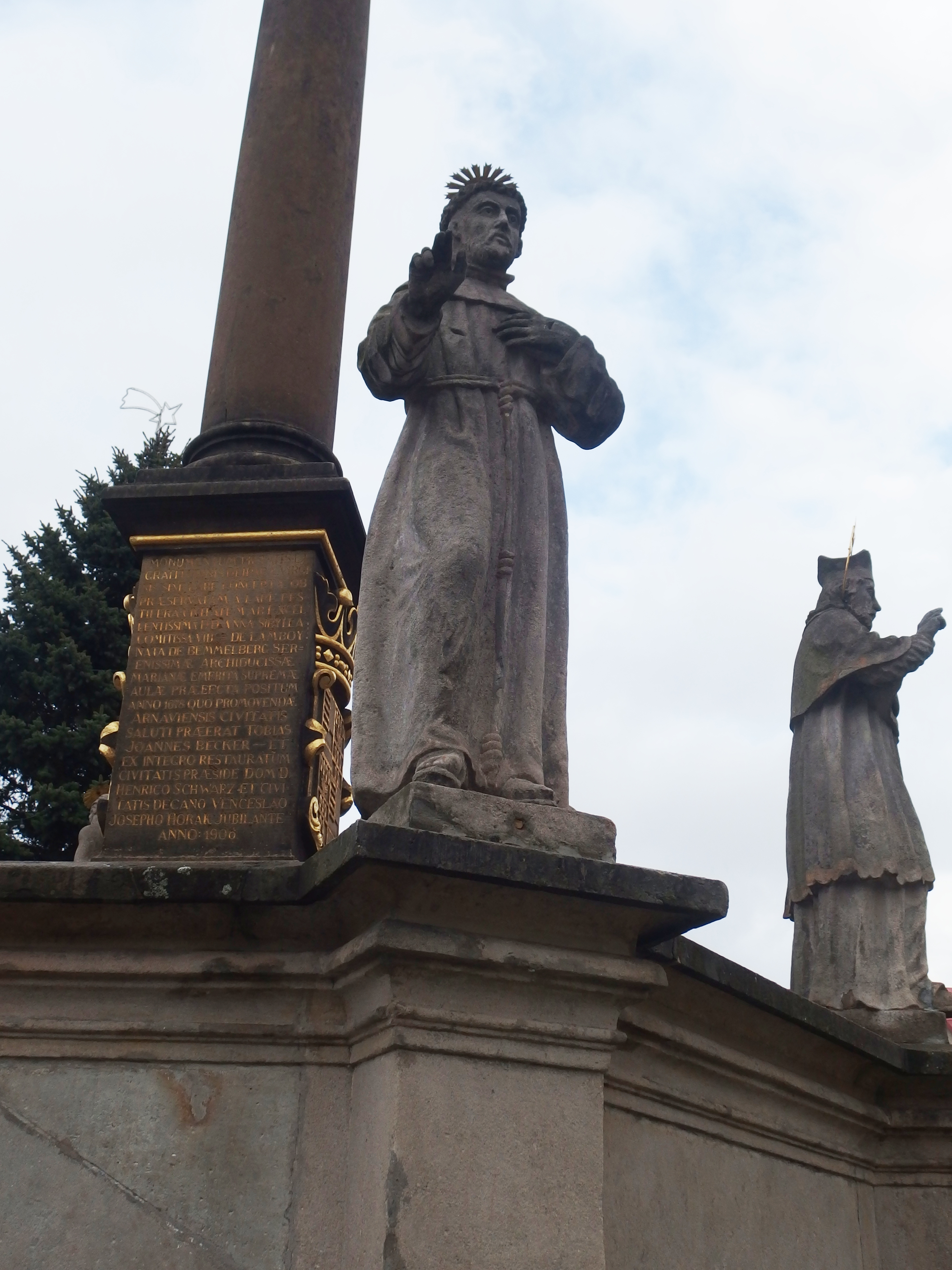
Socha svatého Františka
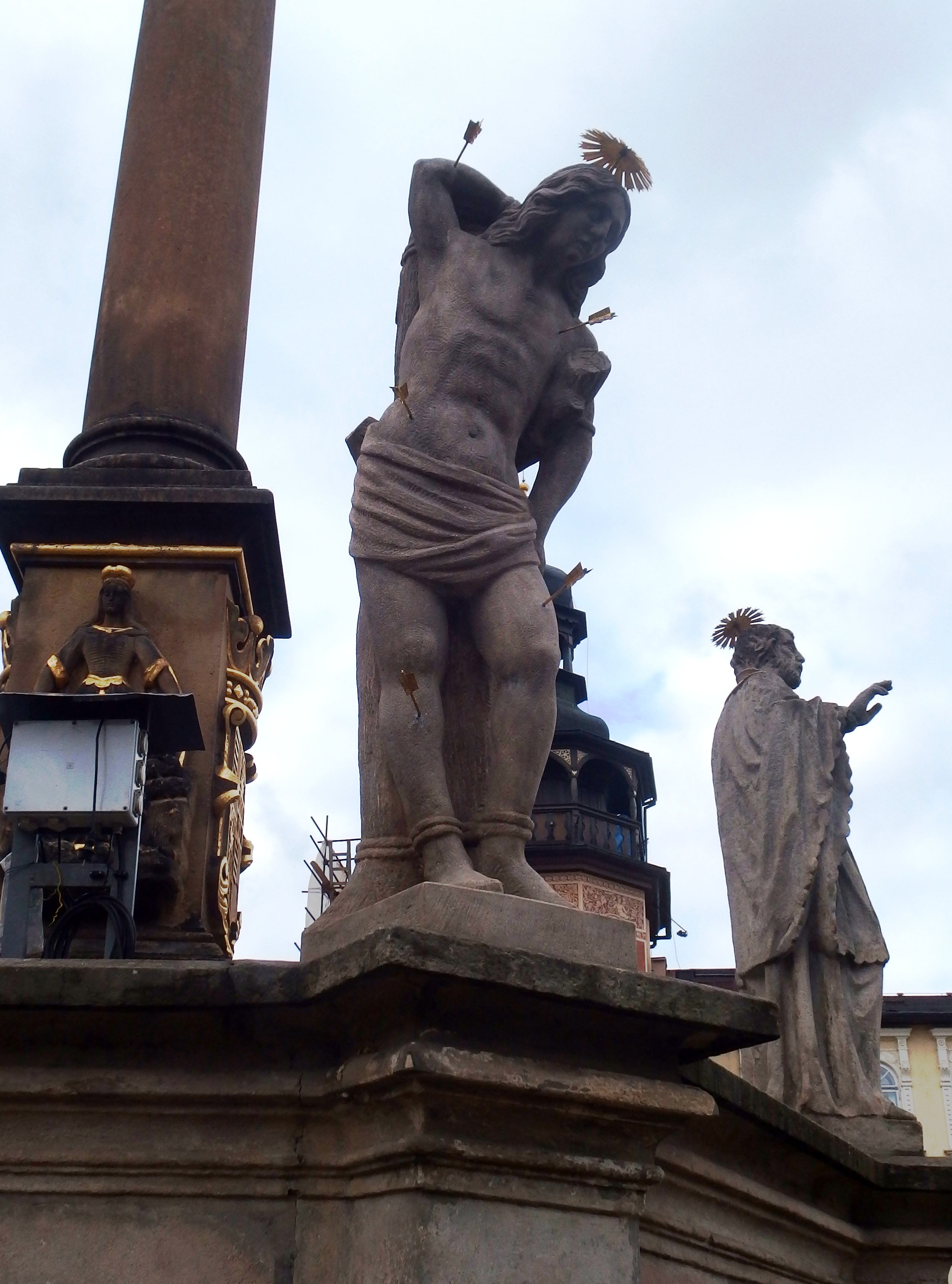
Socha svatého Šebestiána
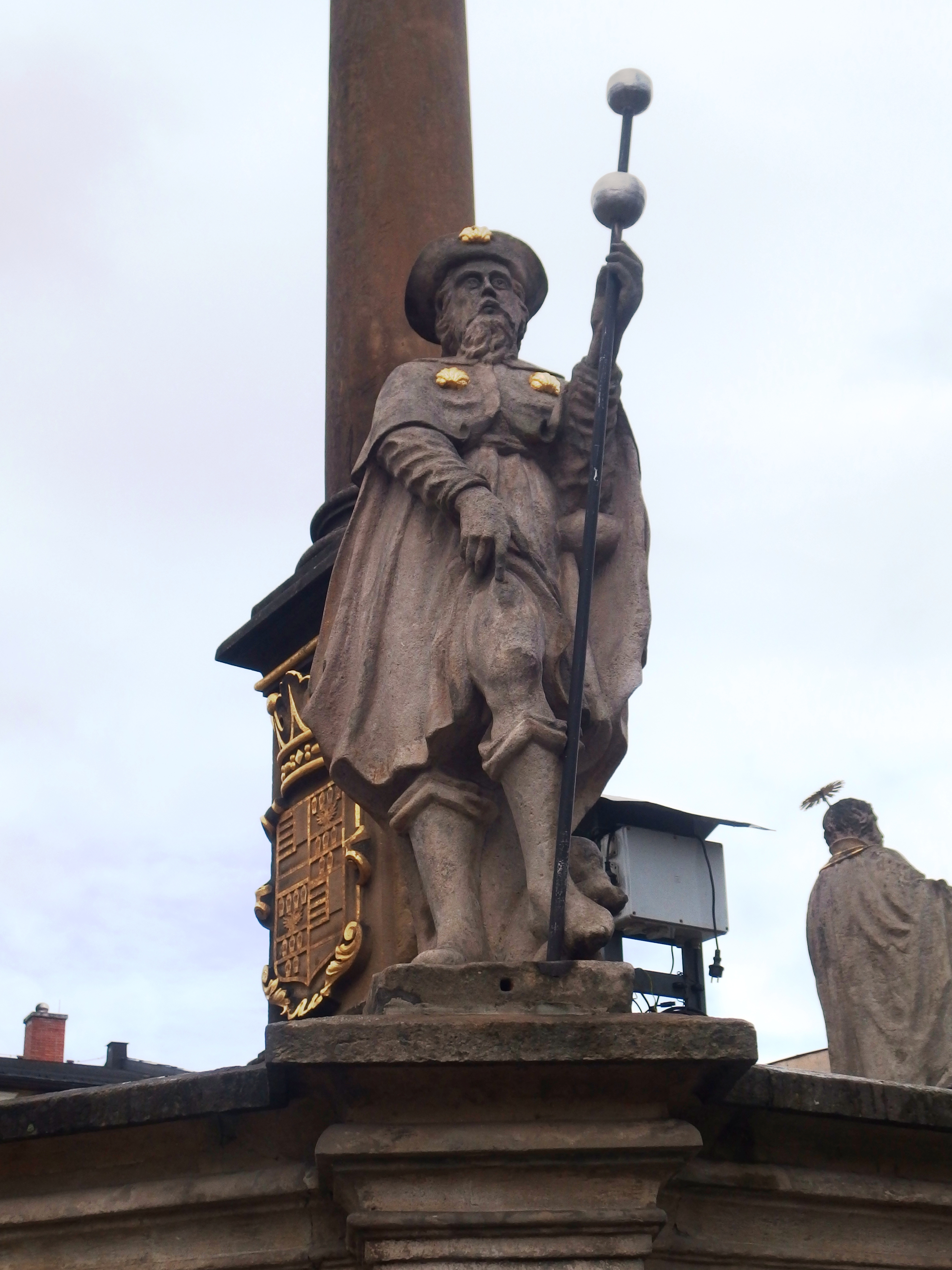
Socha svatého Rochuse
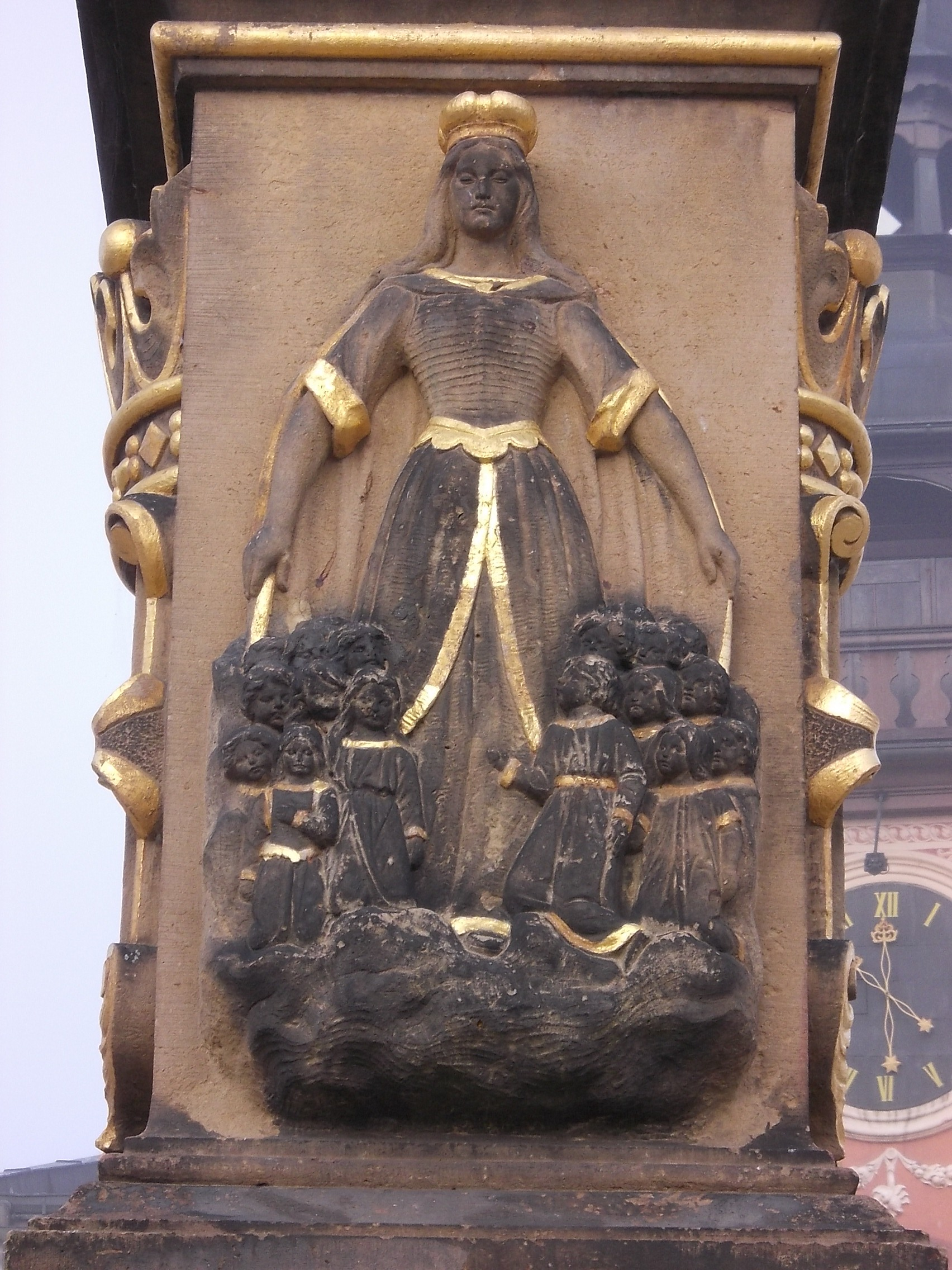
Reliéf Panny Marie Ochranitelky na podstavci
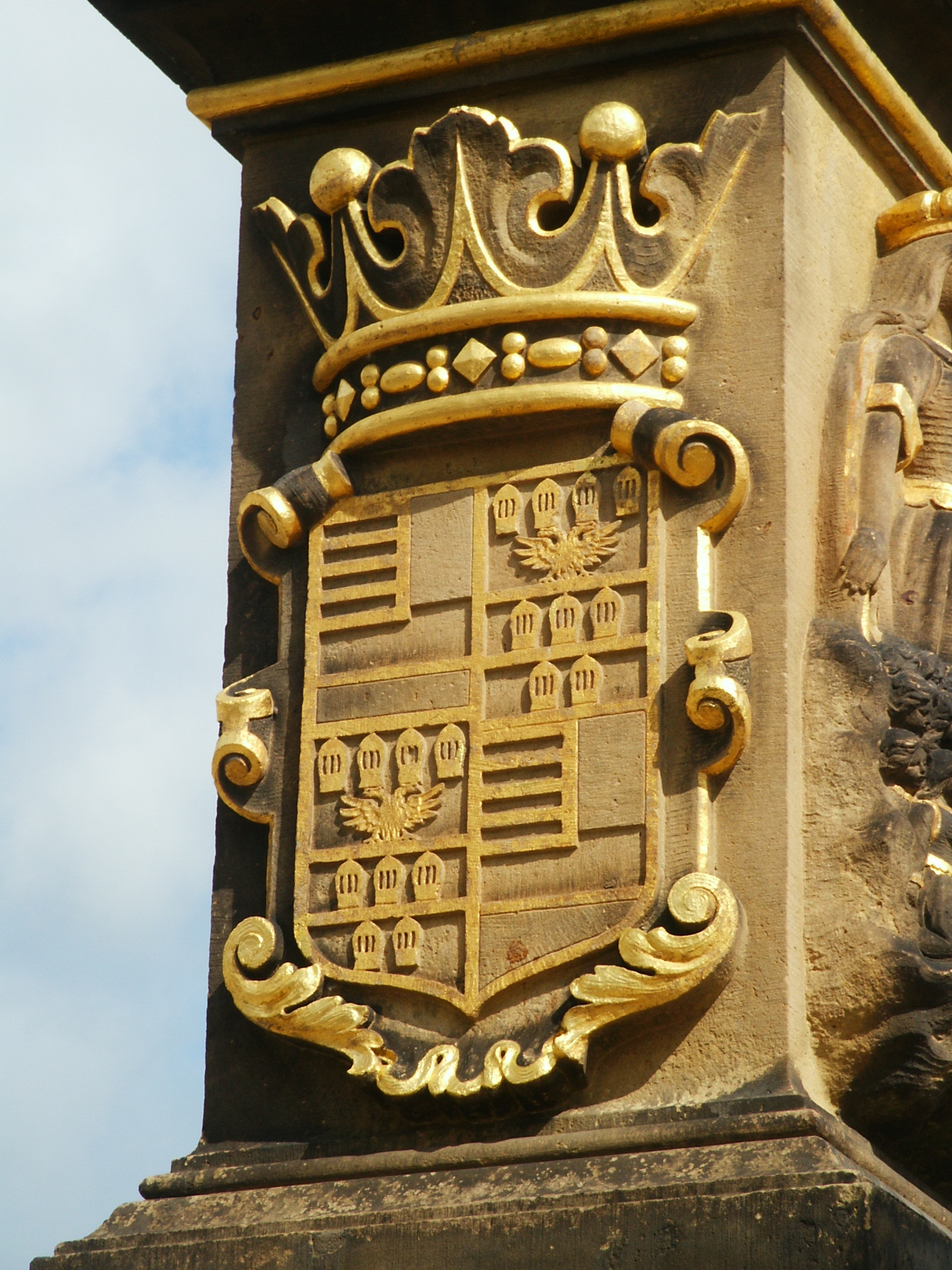
Erb rodu Lamboyů